# Стефан Илић (фудбалер, 1995)
Стефан Илић (Крагујевац, 7. април 1995) је српски фудбалер.

## Каријера
Илић је у млађим категоријама прво наступао за Црвену звезду, а потом и за Партизан где је завршио омладински стаж. Ипак са Партизаном није потписао први професионални уговор, већ са суботичким Спартаком. Провео је три године у Спартаку, а у својој последњој сезони је постигао седам голова.
У јулу 2016. прелази у Црвену звезду, са којом потписује трогодишњи уговор. За црвено-беле је дебитовао 14. децембра 2016, на гостовању Раднику у Сурдулици, у последњем колу јесењег дела шампионата 2016/17. У јануару 2017. одлази на позајмицу у Раднички из Ниша. Током шестомесечне позајмице није забележио ниједан наступ у екипи Радничког, да би у јулу 2017. Црвена звезда раскинула уговор са њим.
Након Црвене звезде, Илић прелази у Бежанију где проводи једну полусезону. Следи прелазак у Металац из Горњег Милановца, одакле након годину и по дана потписује за ОФК Бачку из Бачке Паланке. Са Бачком је изборио пласман у Суперлигу Србије. Провео је две године у екипи из Бачке Паланке, с тим што је због повреде пропустио већи део 2020/21. сезоне. У јуну 2021. је на позив Андреја Чернишова, свог бившег тренера из суботичког Спартака, прешао у индијског друголигаша Мохамедан.
Илић је са репрезентацијом Србије до 20 година постао првак света 2015. године на Светском првенству до 20 година на Новом Зеланду.